# CPT-інваріантність
Симетрія заряду, парності та напрямку часу — це фундаментальна симетрія фізичних законів при одночасних перетвореннях спряження заряду (C), перетворення парності (P) і обернення часу (T). CPT — це комбінація C, P і T, яка вважається точною симетрією природи на фундаментальному рівні.   Теорема CPT говорить, що CPT-симетрія виконується для всіх фізичних явищ, або, точніше, що будь-яка Лоренц-інваріантна локальна квантова теорія поля з ермітовим гамільтоніаном повинна мати CPT-симетрію.
CPT-інваріантність є фундаментальним принципом, справедливим для всіх типів взаємодії. Вона виводиться із перетворень Лоренца і принципу локальності.

## Історія
Теорема CPT з’явилася вперше, неявно, в роботі Джуліана Швінгера в 1951 році, щоб довести зв’язок між спіном і статистикою .  У 1954 році Герхарт Людерс і Вольфганг Паулі запропонували більш явні аргументи   тому цю теорему іноді називають теоремою Людерса–Паулі. Приблизно в той же час і незалежно цю теорему також довів Джон Стюарт Белл .   Доведення базується на принципі лоренц-інваріантності та принципі локальності у взаємодії квантових полів. Згодом Рес Йост дав більш загальний доказ у 1958 році, використовуючи рамки аксіоматичної квантової теорії поля .
Дослідження кінця 1950-х років виявили порушення P-симетрії у явищах, які включають слабку взаємодію. Було добре відоме порушення C-симетрії, наприклад з оглядуу на перевагу матерії над антиматерією у Всесвіті. Протягом короткого часу вважалося, що CP-симетрія зберігається всіма фізичними явищами, але в 1960-х роках це також виявилося хибним, що передбачало, через інваріантність CPT, також порушення T-симетрії, яке згодом було підтверджене експериментально.

## Виведення теореми CPT
Розглянемо перетворення Лоренца, як поворот (у просторі мінковського) осі часу в напрямку до осі z. Обертання на 180° змінює напрямок часу та z . Зміна напрямку однієї осі є відображенням простору в будь-якій кількості вимірів. Якщо простір має 3 виміри, це еквівалентно відображенню всіх координат, оскільки можна зробити додатковий поворот на 180° у площині xy.
Це визначає CPT-перетворення, якщо прийняти інтерпретацію Фейнмана-Штукельберга античастинок як відповідних частинок, що рухаються назад у часі. Ця інтерпретація вимагає невеликого аналітичного продовження, яке є чітко визначеним лише за таких припущень:
1. Теорія є лоренц-інваріантною;
2. Вакуум є лоренц-інваріантом;
3. Існує мінімальна енергія.

Коли вищевикладене виконується, квантову теорію можна розширити до евклідової теорії, визначеної переведенням усіх операторів в уявний час за допомогою гамільтоніана. Комутаційні співвідношення гамільтоніана та генераторів Лоренца гарантують, що інваріантність Лоренца передбачає обертальну інваріантність, так що будь-який стан можна повернути на 180 градусів.
Оскільки послідовність двох відображень CPT еквівалентна повороту на 360 градусів, ферміони змінюються на знак під двома відбиттями CPT, а бозони – ні. Цей факт можна використати для доведення теореми спінової статистики.

## Наслідки
Наслідком CPT-симетрії є уявлення про «дзеркальне відображення» нашого Всесвіту, де всі об’єкти мають своє положення, відображене через довільну точку (що відповідає інверсії парності ), усі імпульси розвернуті (що відповідає інверсії часу або зворотності) і вся матерія замінена антиматерією (що відповідає інверсії заряду ) — буде еволюціонувати відповідно до наших фізичних законів. Операція симетрії CPT перетворює наш Всесвіт на своє «дзеркальне відображення» і навпаки.  CPT-симетрія визнана фундаментальною властивістю фізичних законів.
Щоб зберегти цю симетрію, кожне порушення комбінованої симетрії двох його компонентів (таких як CP) повинно мати відповідне порушення в третьому компоненті (таких як T). Таким чином, порушення Т-симетрії часто називають порушеннями CP .

У 2002 році Оскар Грінберг довів, що з відповідними припущеннями порушення CPT означає порушення симетрії Лоренца . 
Порушення CPT можна очікувати в деяких моделях теорії струн, а також у деяких інших моделях, які лежать за межами квантової теорії поля точкових частинок. Деякі запропоновані порушення інваріантності Лоренца, такі як компактна розмірність в космології, також можуть призвести до порушення CPT. Неунітарні теорії, такі як ідеї, що чорні діри порушують унітарність, також можуть порушувати CPT. З технічної точки зору, поля з нескінченним обертанням можуть порушувати CPT-симетрію. 
Переважна більшість експериментальних пошуків порушення інваріантності Лоренца дали негативні результати. Детальну таблицю цих результатів надали в 2011 році Костелецький і Рассел. 

## Зовнішні посилання
- Довідкова інформація про Лоренца та порушення CPT від Алана Костелецького з Теоретичної фізики Університету Індіани
- Симетрія заряду, парності та реверсування часу (CPT) [Архівовано 2011-08-05 у Wayback Machine.]  </link> в LBL
- Тести на інваріантність CPT у розпаді нейтрального каону на LBL
- 8-компонентна теорія для ферміонів, в якій Т-парність може бути комплексним числом з одиничним радіусом. CPT-інваріантність — це не теорема, але властивість у цьому класі теорій.
- Ця частинка порушує часову симетрію – відео YouTube від Veritasium
- Елементарне обговорення порушення CPT наведено в розділі 15 цього підручника для студентів